# James Eells

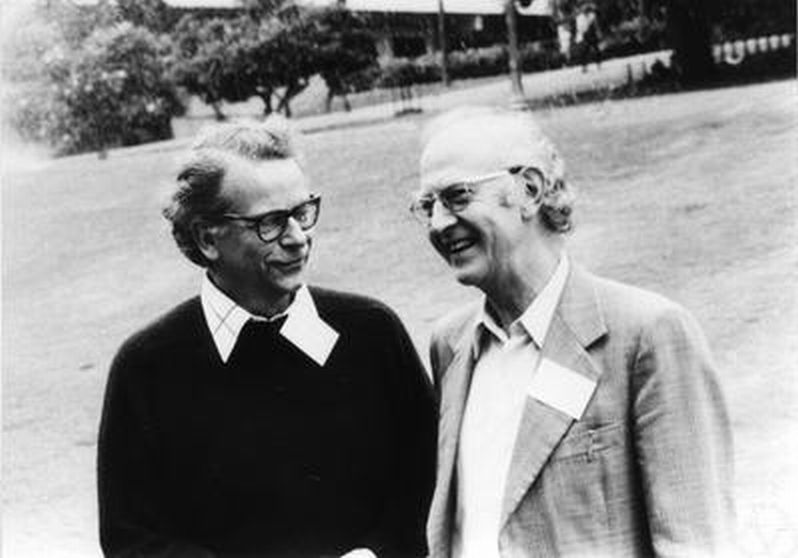
James Eells (links) und Nicolaas Kuiper (rechts) auf dem Chern Symposium 1979 in Berkeley

James Eells (* 25. Oktober 1926 in Cleveland; † 14. Februar 2007 in Cambridge) war ein US-amerikanischer Mathematiker, der sich mit Analysis beschäftigte.

## Leben und Wirken
Eells studierte am Bowdoin College in Maine Mathematik und machte 1947 seinen Abschluss. Danach war er ein Jahr Mathematiklehrer am Robert College in Istanbul und ab 1948 Instructor am Amherst College in Amherst (Massachusetts). Danach studierte er in Harvard, wo er 1954 bei Hassler Whitney promoviert wurde (Geometric Aspects of Integration Theory). 1955/6 war er am Institute for Advanced Study (sowie später 1962/3, 1972/3 und 1977). Danach war er an der Columbia University, wo er 1964 Professor wurde. 1966/7 war er in Cambridge (wie schon 1963) und wurde nach einem Besuch bei dem von Erik Christopher Zeeman aufgebauten Mathematik-Department der University of Warwick 1969 dort Professor für Analysis. Er organisierte mehrere der dortigen Warwick-Symposia. Außerdem war er 1986 der erste Direktor der Mathematik-Abteilung des International Centre for Theoretical Physics in Trieste (einer Gründung von Abdus Salam, die sich insbesondere der Förderung junger Mathematiker und Physiker aus Entwicklungsländern verschreibt). 1992 ging er in den Ruhestand und lebte in Cambridge.
Eells beschäftigte sich mit globaler Analysis, insbesondere mit harmonischen Abbildungen Riemannscher Mannigfaltigkeiten, die z. B. In der Theorie der Minimalflächen und der mathematischen Physik wichtig sind. Mit Clifford Earle untersuchte er ab 1967 die Diffeomorphismengruppen kompakter Flächen und deren Homotopietypen mit Verbindungen zur Teichmüllertheorie.
1970 war er Invited Speaker auf dem Internationalen Mathematikerkongress in Nizza (On Fredholm manifolds mit K. D. Elworthy).
Er war seit 1950 verheiratet und hatte vier Kinder. Er war Mitherausgeber der Gesammelten Werke von Hassler Whitney.

## Schriften
- A setting for global analysis, Bulletin AMS, Band 62, 1966, S. 751–807.
- mit J. H. Sampson: Harmonic Mappings of Riemannian Manifolds, American Journal of Mathematics, Band 86, 1964, S. 109–160.
- mit Luc Lemaire: A report on harmonic maps. Bulletin London Mathematical Society, Band 10, 1978, S. 1–68, mit einem weiteren Folgereport wiederveröffentlicht als Harmonic Maps bzw. Two reports on harmonic maps, World Scientific 1992, 1994
- mit Luc Lemaire: Selected topics in harmonic maps. AMS 1983
- mit Andrea Ratto: Harmonic maps and minimal immersions with symmetries – methods of ordinary differential equations applied to elliptic variational problems. Princeton University Press 1993
- mit B. Fuglede: Harmonic maps between Riemannian polyhedra, Cambridge University Press 2001
- Singularities of smooth maps, London, Nelson 1967